# RCR Arquitectes

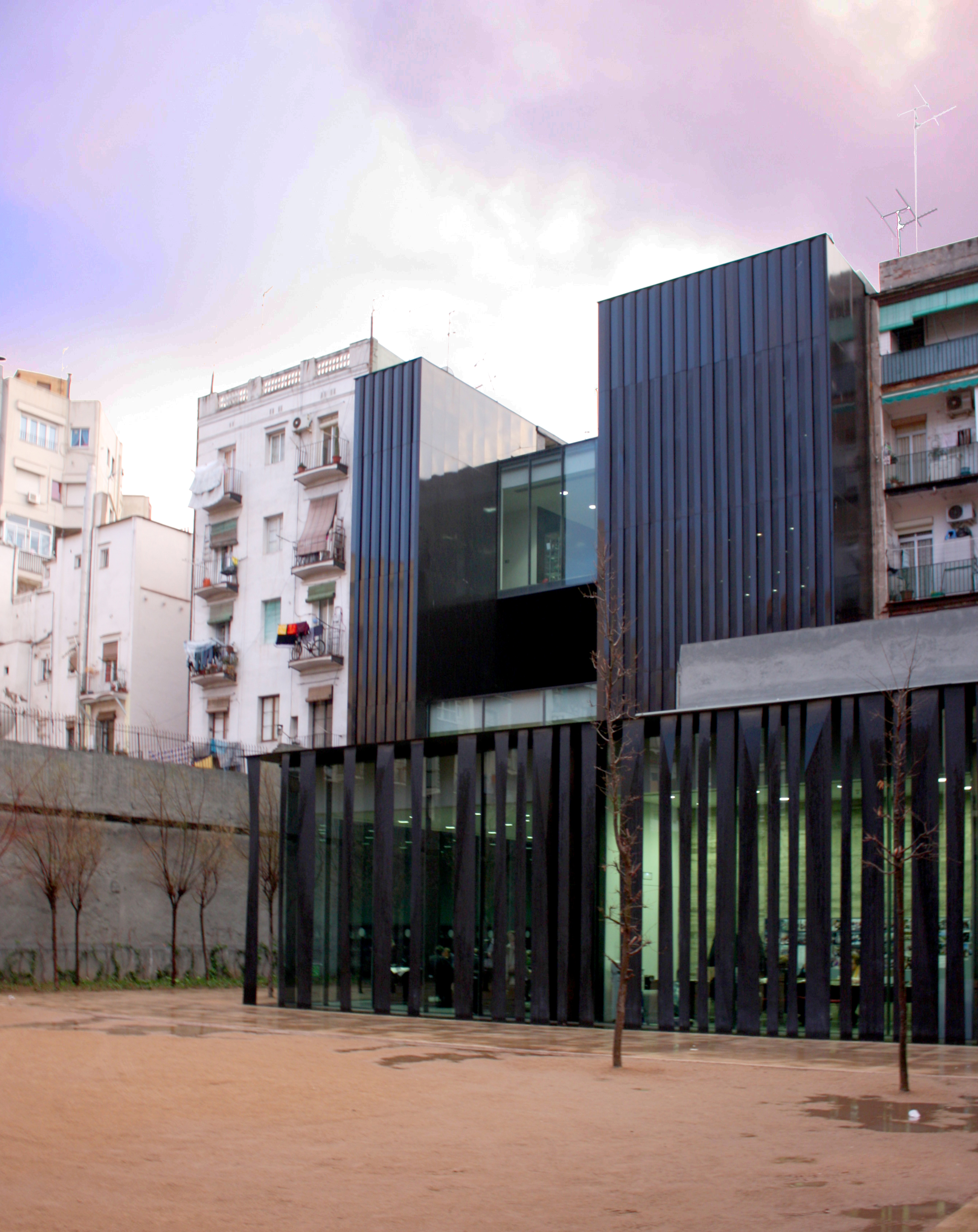
Biblioteca pública em Barcelona, projetado por RCR Arquitectes

RCR Arquitectes é um escritório de arquitetura espanhol composto pelos sócios e cofundadores Rafael Aranda, Carme Pigem e Ramón Vilalta. O trio foi vencedor, em 2017, do Prêmio Pritzker de Arquitetura. Embora o escritório tenha ganho diversos prêmios antes do Pritzker, eles eram relativamente desconhecidos em comparação com os outros finalistas.

## Histórico
O escritório foi fundado em Olot, Espanha em 1988.

## Materiais
O escritório é conhecido pelo uso frequente do aço corten em seus projetos.

## Projetos selecionados
O escritório projetou o  br in Rodez, França, após vencer um concurso em 2007.